# Santa Maria (Torres Novas)
Pour les articles homonymes, voir Santa Maria.
Santa Maria est une freguesia portugaise située dans le District de Santarém.
Avec une superficie de 21,92 km2 et une population de 4 389 habitants (2001), la paroisse possède une densité de 200,2 hab/km2.